# DBpedia
DBpedia là một dự án nhắm đến việc trích xuất dữ liệu cấu trúc từ các thông tin được tạo nên từ một phần của dự án Wikipedia. Cấu trúc thông tin này được xây dựng sẵn có trên World Wide Web. DBpedia cho phép người dùng truy vấn các quan hệ và thuộc tính liên quan đến tài nguyên Wikipedia, bao gồm các liên kết tới dữ liệu liên kết. DBpedia được mô tả bởi Tim Berners-Lee là một phần nổi tiếng của dự án dữ liệu liên kết.